# Marco António de Azevedo Coutinho
Marco António de Azevedo Coutinho (ur. 1688 w Benfice, zm. 19 maja 1750 w Lizbonie) – polityk i dyplomata portugalski z XVIII wieku.
Jego ojcem był Bartolomeu de Azevedo Coutinho e Brites Eufrázia de Barros.
24 stycznia 1721 roku otrzymał akredytację na stanowisko ambasadora nadzwyczajnego Królestwa Portugalii w Paryżu. Przebywał tam do 1728 roku (w styczniu 1725 roku relacje dyplomatyczne między Portugalią a Francja zostały zawieszone). 18 marca 1735 wyjechał do Londynu jako nowy ambasador Portugalii w Wielkiej Brytanii.
Dnia 28 lipca 1736 utworzono dlań nowy urząd: Secretário de Estado dos Negócios Estrangeiros e da Guerra (Sekretarz Stanu Spraw Zagranicznych i Wojny). Stanowisko to piastował do 1750 roku.
Od 4 października 1747 do roku 1749 był pierwszym ministrem Królestwa Portugalii.
Poślubił Anę Ludovinę de Almada Portugal, córkę Luisa José de Almada, 10. hrabiego de Avranches. Małżeństwo było bezdzietne.